# Flora z Beaulieu
Flora z Beaulieu (ur. po 1300 w Maurs w Owernii, zm. 1347 w Beaulieu w diecezji Cahors) – francuska dziewica i zakonnica maltańska (joannitka), mistyczka i święta Kościoła katolickiego.
Urodziła się w pierwszych latach XIV wieku. Pochodziła z wielodzietnej rodziny. W wieku 13 lub 14 lat (1324) wstąpiła do klasztoru św. Jana Jerozolimskiego (Chrzciciela) w Beaulieu w diecezji Cahors, zależnego od joannitów (Suwerenny Rycerski Zakon Szpitalników św. Jana, z Jerozolimy, z Rodos i z Malty, SMOM). Była jedną z 38 mniszek tego klasztoru, które udzielały się w schronisku dla pielgrzymów. Zasłynęła poszczeniem, rzekomą lewitacją, stygmatami i proroctwami, a także szczególnym nabożeństwem do Chrystusa Ukrzyżowanego, Matki Bożej Zwiastowania i św. Jana Chrzciciela.
Zmarła w 1347 na skutek schorzeń układu kostnego, powstałych po ekstazach przeżywanych przed Chrystusem Ukrzyżowanym.
Po śmierci przy jej grobie miało miejsce szereg niewytłumaczonych zjawisk. Jej relikwie przechowywane są w kościele w Issendolus w diecezji Cahors.
Jest patronką porzuconych, nawróconych, samotnych świeckich kobiet, ofiar zdrady oraz pielgrzymów.
Jej wspomnienie liturgiczne w Kościele katolickim obchodzono 5 października, obecnie 12 czerwca; święto z Zakonie Maltańskim celebrowane jest 11 czerwca.
W ikonografii postać św. Flory przedstawiana jest otoczona kwiatami róż.